# 紀元前787年
紀元前787年（きげんぜん787ねん）は、西暦による年。

## 他の紀年法
- 干支 : 甲寅
- 中国
  - 周 - 宣王41年
  - 魯 - 孝公20年
  - 斉 - 荘公贖8年
  - 晋 - 穆侯25年
  - 秦 - 荘公35年
  - 楚 - 若敖4年
  - 宋 - 戴公13年
  - 衛 - 武公26年
  - 陳 - 武公9年
  - 蔡 - 釐侯23年
  - 曹 - 恵伯9年
  - 鄭 - 桓公20年
  - 燕 - 頃侯4年
- 朝鮮
  - 檀紀1547年
- ユダヤ暦 : 2974年 - 2975年